# Майсеня, Анатолий Иосифович
Анато́лий Ио́сифович Майсе́ня (бел. Анато́ль Іо́сіфавіч Майсе́ня; 4 января 1959 — 12 ноября 1996) — белорусский журналист и политолог.

## Биография
Родился в деревне Великая Липа Несвижского района БССР в семье сельских учителей. Закончил Минский государственный педагогический институт иностранных языков и аспирантуру Института философии и права Академии наук БССР. Кандидат философских наук.
Работал комментатором на первом канале (бывш. ЦТ-1) Белорусского телевидения, корреспондентом информационных программ ТСН и «Вести» по Белоруссии, политическим обозревателем «Народной газеты».
С октября 1992 года — президент Национального центра стратегических инициатив «Восток — Запад».
В 1995 году Майсеня баллотировался на выборах в Верховный Совет 13-го созыва.
В 1996 году за статью «Беларусь во мгле» Белорусская ассоциация журналистов посмертно наградила Анатолия Майсеню премией за лучший аналитический материал.
В 1997 году был издан сборник статей А. И. Майсени на русском
и английском языках.

## Автокатастрофа
12 ноября 1996 года в 7 часов 30 минут по дороге с конференции в Италии Анатолий Майсеня попал в автомобильную аварию. Авария произошла на 286-м километре шоссе Брест — Минск в Столбцовском районе около деревни Яблоневка. Личный автомобиль Майсени на большой скорости столкнуля с движущимся навстречу автомобилем ГАЗ-53. Майсеня получил тяжёлые травмы и скончался по дороге в больницу. По официальной версии, Майсеня заснул, «не справился с управлением» автомобиля и стал виновником аварии.
По неофициальной версии, смерть была не случайной: авария могла быть организована. В частности, как убийство, обозначил гибель Майсени бывший министр внутренних дел Юрий Захаренко, прибывший на место происшествия сразу после аварии. Выводы Захаренко стали катализатором многочисленных слухов о том, что автокатастрофа была спланирована белорусскими властями с целью ликвидации влиятельного оппозиционера в преддверии референдума 1996 года. Сам Захаренко пропал без вести тремя годами позже, в 1999 году.
Президент Беларуси Александр Лукашенко отрицал принадлежность Майсени к оппозиции и настаивал на том, что смерть Майсени явилась результатом обычной автокатастрофы.